# Катастрофа Ту-134 в Пномпене
Катастрофа Ту-134 в Пномпене — крупная авиационная катастрофа, произошедшая 3 сентября 1997 года. Авиалайнер Ту-134Б-3 авиакомпании Vietnam Airlines выполнял плановый рейс VN815 по маршруту Хошимин—Пномпень, но при посадке в пункте назначения в условиях ливня рухнул на землю рядом с аэропортом Пномпеня. Из находившихся на его борту 66 человек (60 пассажиров и 6 членов экипажа) выжили 2.
На 2023 год катастрофа рейса 815 остаётся крупнейшей (по числу погибших) авиакатастрофой в истории Камбоджи и второй в истории авиакомпании Vietnam Airlines (первая — катастрофа под Бангкоком, 76 погибших).

## Самолёт
Ту-134Б (регистрационный номер VN-A120, заводской 66360, серийный 63-62) был выпущен Харьковским авиационным заводом 27 июля 1984 года. В августе того же года был передан авиакомпании Vietnam Airlines. В 1989 году был модифицирован до модели Ту-134Б-3. Оснащён двумя турбореактивными двигателями Д-30-III производства Пермского моторного завода. На день катастрофы 13-летний авиалайнер совершил 8209 циклов «взлёт-посадка» и налетал 11 723 часа.

## Экипаж и пассажиры
Самолётом управлял опытный экипаж, его состав был таким:
- Командир воздушного судна (КВС) — 59-летний Фам Ван Тьеу (англ. Phạm Văn Tiêu). Очень опытный пилот, управлял самолётами Ил-28, Ан-30, Ан-24, Ан-26, Boeing 707 и Ту-134. Налетал 11 228 часов, 4658 из них на Ту-134.
- Второй пилот — 49-летний Хоанг Ван Дин[уточнить] (англ. Hoang Van Dihn). Опытный пилот, управлял самолётами Ил-14, Ан-26 и Ту-134. Налетал 6144 часа, 3893 из них на Ту-134.
- Бортмеханик — 53-летний Луу Тхань Тан[уточнить] (англ. Luu Thanh Tan). Управлял самолётами Ан-30, Ан-26 и Ту-134. Налетал 9212 часов, 6306 из них на Ту-134.

В салоне самолёта работали трое стюардесс.
| Гражданство          | Пассажиры | Экипаж | Всего |
| -------------------- | --------- | ------ | ----- |
| Китайская Республика | 22        | 0      | 22    |
| Республика Корея     | 21        | 0      | 21    |
| Вьетнам              | 2         | 6      | 8     |
| Гонконг              | 4         | 0      | 4     |
| Камбоджа             | 3         | 0      | 3     |
| Канада               | 2         | 0      | 2     |
| Китай                | 2         | 0      | 2     |
| Австралия            | 1         | 0      | 1     |
| Япония               | 1         | 0      | 1     |
| Макао                | 1         | 0      | 1     |
| Великобритания       | 1         | 0      | 1     |
| Всего                | 60        | 6      | 66    |

## Хронология событий
Рейс VN815 вылетел из Хошимина в 13:21 по местному времени, на его борту находились 6 членов экипажа и 60 пассажиров.
Лайнер заходил на посадку в Пномпене в сильный ливень, из-за чего видимость была сильно ограничена, и на момент начала захода на посадку на ВПП № 23 находился на высоте 3000 метров (хотя на самом деле заход на посадку должен был осуществляться с высоты 4300 метров). При снижении пилоты ориентировались на ПРМ, поскольку у аэропорта Пномпень отсутствовал азимутальный радиомаяк (он был утащен мародёрами).
Оказавшись в зоне ПРМ на высоте 1500 метров, КВС запросил у авиадиспетчера разрешения на посадку и получил утвердительный ответ; при этом авиадиспетчер напомнил командиру почаще сообщать о текущей высоте из-за плохой погоды. Но когда в 13:38 рейс 815 снизился до 910 метров, КВС снова запросил разрешение на посадку, при этом добавив, что не может найти взлётную полосу; в ответ рейсу 815 было дано разрешение снизиться до 610 метров.
Через секунду авиадиспетчер спросил командира, видит ли он ВПП, на что КВС ответил, что не видит. В 13:42 авиадиспетчер сообщил КВС, что направление ветра изменилось, и велел изменить заход на посадку — на ВПП № 5 (с запада) вместо ВПП № 23 (с востока). КВС подтвердил запрос, и это было последнее радиосообщение с борта рейса VN815.
Лайнер продолжал снижение к ВПП № 23. Когда в 13:44:14 рейс 815 снизился до 61 метра, второй пилот попросил командира уйти на второй круг, поскольку он тоже не видел взлётную полосу; КВС ответил, что немного подождёт. На высоте 30 метров, по-прежнему не увидев ВПП, второй пилот и бортмеханик снова попросили КВС об уходе на второй круг, но в 13:44:43 левое крыло лайнера врезалось в пальму (его обломки попали в двигатель № 1 (левый) и привели к его отказу), а правое крыло задело жилой дом. На скорости 270 км/ч рейс VN815 накренился влево, рухнул на сухие рисовые поля и в 13:44:51, проскользив по ним 180 метров, взорвался и полностью разрушился. Катастрофа произошла в 800 метрах от взлётной полосы № 23 и в 525 метрах от ВПП № 5. Несмотря на сильный ливень, пожар на месте катастрофы продолжался в течение часа.

## Жертвы и ущерб
В результате катастрофы погибли 64 человека: все 6 членов экипажа и 58 пассажиров. По данным «The Phnom Penh Post», несколько человек пережили падение самолёта. Часть из них умерла на месте катастрофы, пятеро были доставлены живыми в госпиталь, но в итоге выжили только два ребёнка: 14-месячный Чанают Ним-анонг (англ. Chanayuth Nim-anong) из Таиланда и 4-летний камбоджийский вьетнамец Ву Хунг Тхинх[уточнить] (англ. Vu Hung Thinh). На земле никто из людей не пострадал. В результате падения самолёта и возникшего пожара погибло 2 коровы, уничтожены 3 пальмы, повреждено ещё несколько деревьев и 665 гектаров рисовых полей. Кроме того, по утверждению одного из местных жителей, была повреждена крыша его дома.

## Расследование
Комиссию по расследованию причин катастрофы рейса VN815 возглавил Шок Шамбар (англ. Sok Sambaur).
Расследование осложнилось тем, что место катастрофы было разграблено мародёрами (оцепление было поставлено только через несколько часов), которые растаскивали обломки лайнера и личные вещи погибших пассажиров. Назначения наград в $ 10, $ 200 и $ 1500 соответственно позволили получить украденные с места катастрофы все три бортовых самописца, их данные удалось расшифровать.
В расследовании также помогали следователи российского Межгосударственного авиационного комитета (МАК).

### Причина катастрофы
Окончательный отчёт расследования был опубликован 26 мая 1998 года.
Согласно отчёту, причиной катастрофы стали ошибки командира — он продолжал снижение лайнера, игнорируя просьбы второго пилота и бортмеханика об уходе на второй круг. Лишь когда самолёт снизился до 30 метров, КВС осознал, что они не над ВПП и, потянув штурвал на себя, дал команду бортмеханику на перевод двигателей на взлётный режим.